# Luke Knapke
Luke Knapke (Maria Stein, 10 januari 1997) is een Amerikaans voormalig basketballer.

## Carrière
Knapke speelde van 2016 tot 2020 vier jaar collegebasketbal voor de Toledo Rockets. Hij speelde in de zomer van 2020 in The Basketball Tournament voor de Mid-American Unity. Hij speelde een seizoen profbasketbal voor Limburg United in de Belgische eerste klasse.